# 希里摩圖語
希里摩圖語（英語：Hiri Motu，亦称、和）是一種語言，主要通用於巴布亚新几内亚，是当地的官方语言。该语言主要用于书面语。它是南岛语系中Motu语的简化版。近年来，该语言的使用者逐渐减少，原使用者开始逐渐过渡到使用巴布亚皮钦语和英语进行交流。

## 註解
1. 1 2  希里摩圖語
Hiri Motu于《民族语》的链接（第18版，2015年）
2. ↑  Hammarström, Harald; Forkel, Robert; Haspelmath, Martin; Bank, Sebastian (编). . . Jena: Max Planck Institute for the Science of Human History. 2016.

## 參閱
- 新幾內亞
- 戛納語(Kaurna language)

## 外部連結
- Paradisec has a number of collections with Hiri Motu language materials （页面存档备份，存于）
- Say it in Motu （页面存档备份，存于）

template:Languages of Papua New Guinea